# 堀親家
堀 親家（ほり ちかいえ、? - 建仁3年9月5日（1203年10月11日））は、平安時代末期から鎌倉時代初期の伊豆国の武士。通称は藤次。系譜は不明だが、治承4年（1180年）8月の源頼朝の挙兵当初から側近として仕えており、山木兼隆襲撃、石橋山の戦いにも加わっている。
元暦元年（1184年）4月、源義高の鎌倉逃亡の際、親家は頼朝に義高追討を命じられ、親家の郎党である藤内光澄が入間河原で義高を討ったことを鎌倉に報告する。頼朝の娘で義高の許嫁であった大姫が、義高の死を知り悲嘆のあまり病床に伏したため、母の北条政子が憤り、「義高を討ったために大姫が病気になってしまった。すべては親家の郎党の不始末のせいである。たとえ御命令であっても、なぜ内々に事情を大姫に知らせなかったのか」と頼朝を追求したため、藤内光澄は政子の圧力に折れた頼朝の命によって梟首されている。
その後、奥州合戦や頼朝の上洛にも従い、頼朝死後は2代将軍・源頼家に仕えた。建仁3年（1203年）9月、頼家が病床に伏している間に、外戚である比企一族が北条時政らによって滅ぼされた事を知った頼家は、親家を使者として時政を討つべく和田義盛・新田忠常に書状を出すが、義盛は文を時政に渡し、親家は捕らえられて工藤行光によって殺害された。頼家はいよいよ憔悴したという。

## 画像集

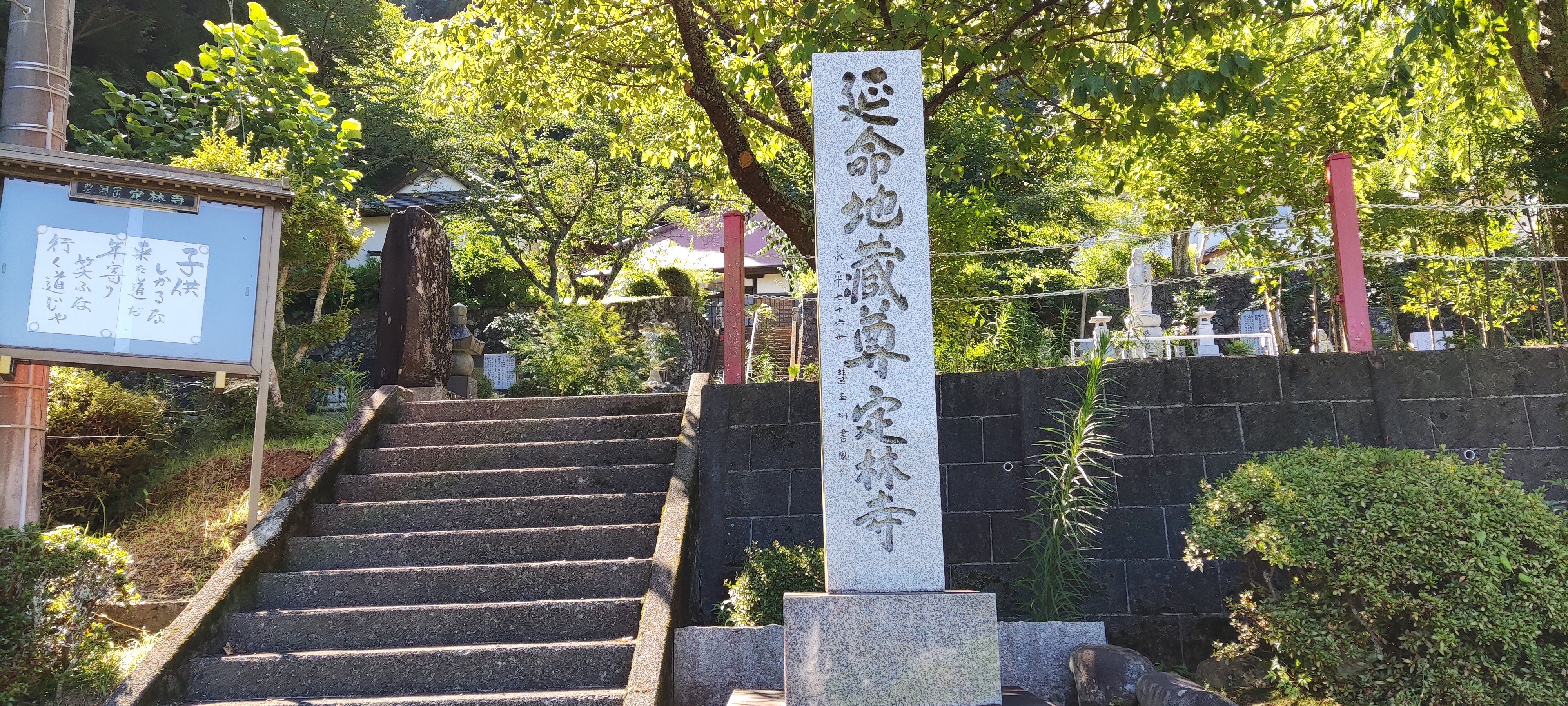
定林寺（伊豆市）（静岡県伊豆市大野1016‐2修善寺か牧之郷駅）
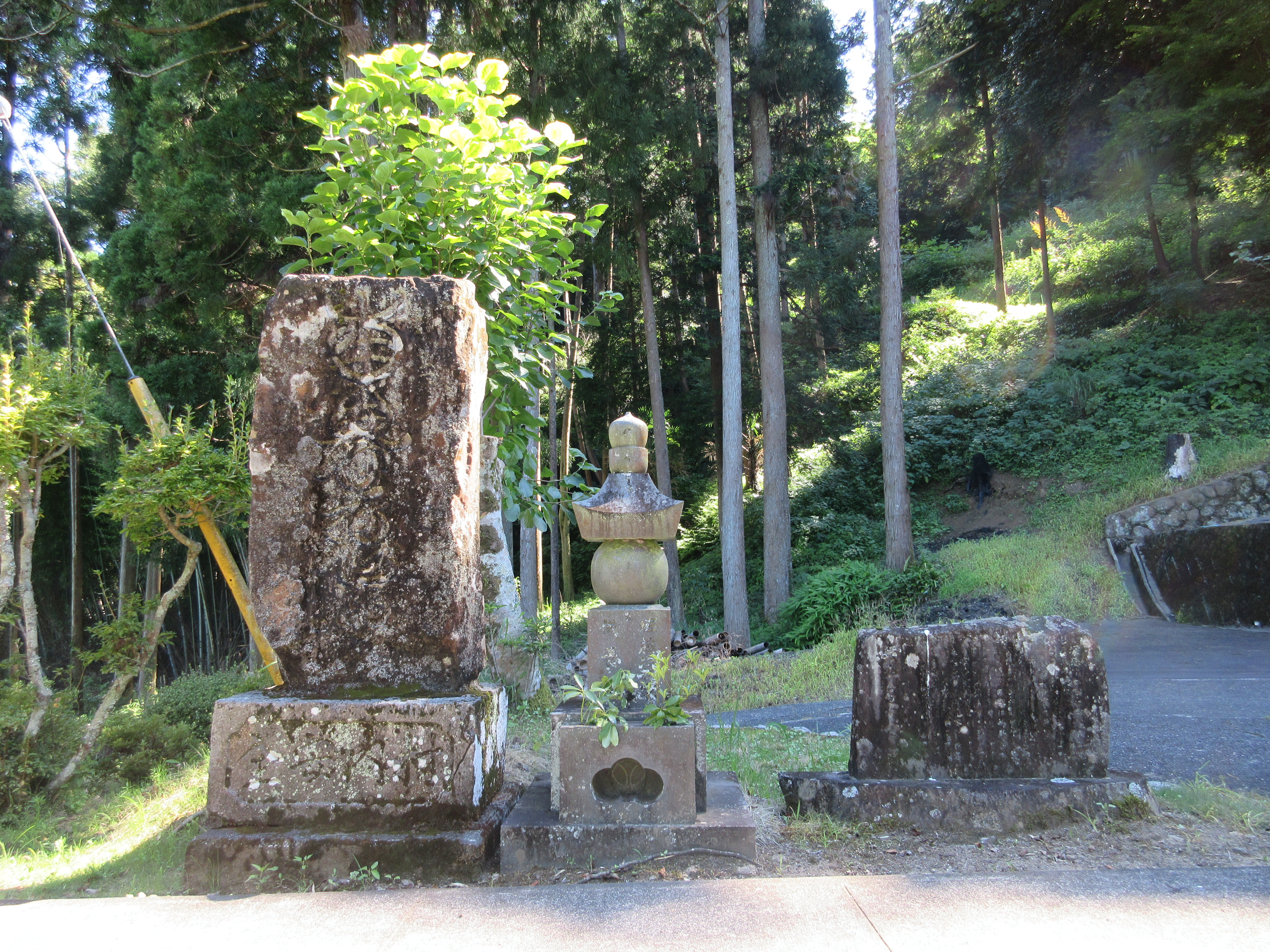
堀藤次親家供養塔＋碑文（定林寺本堂へ階段上り左側）
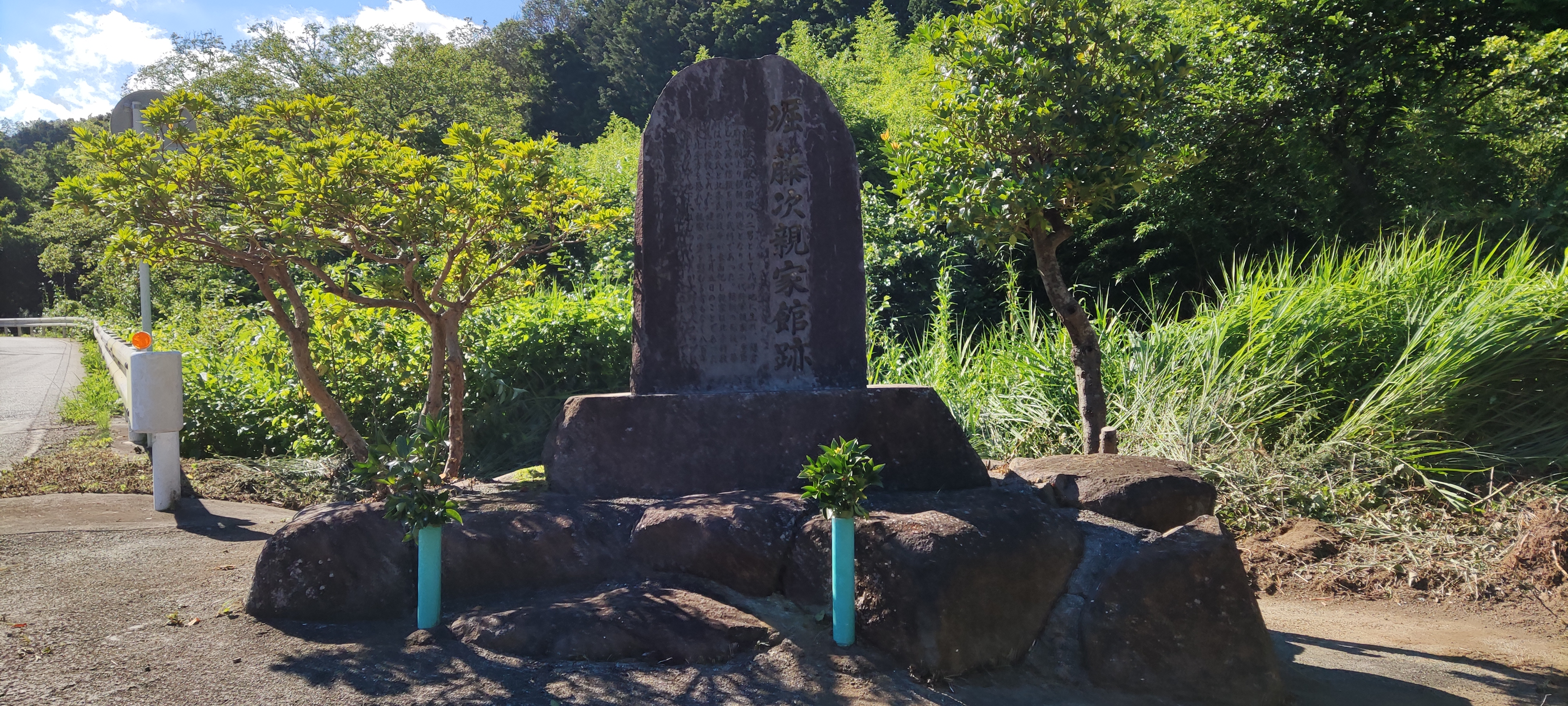
堀藤次親家館跡（静岡県伊豆市大野県道80号、定林寺から上る）

## 関連作品
映画
- 『修禅寺物語』（1955年、演：富本民平）

テレビドラマ
- 『義経』（2005年、NHK大河ドラマ、演：徳井優）